# 이규연 (언론인)
이규연(1962년 9월 5일 ~ )은 대한민국의  언론인 출신 정치가이며, 이재명 정부 시작으로 대통령비서실 홍보수석비서관을 맡고 있다.

## 출신 학교
- 환일고등학교
- 서울대학교 농학 학사
- 한국과학기술원 미래전략대학원 석사(2015년)
- 고려대학교 대학원 문학 박사(과학언론학)

## 경력
- 1998년 9월 ~ 1999년 12월 : 미주리 주립 대학교 저널리즘스쿨 객원연구원
- 2008년 : 한국언론진흥재단 겸임교수
- 서울대학교 언론정보학과 초빙교수
- 2021년 5월 ~ 2023년 4월 : 한국신문방송편집인협회 이사
- 2022년 1월 ~ 2025년 6월 : 한국외국어대학교 초빙교수
- 2023년 1월 ~ 현재 : 제5대 미래학회 회장
- 카이스트 문술미래전략대학원 겸직교수
- 2024년 11월 ~ 2025년 6월 : 제22대 국회 전반기 국회의장 직속 국민 미래 개헌 자문위원회 위원
- 2025년 4월 ~ 2025년 6월 : 더불어민주당 미래경제성장전략위원회 사회통합전략분과장
- 2025년 6월 ~ : 대통령비서실 홍보수석

### 중앙일보
- 1988년 : 중앙일보 25기 수습기자 입사
- 2004년 12월 6일 ~ 2006년 1월 : 중앙일보 탐사기획팀장
- 2006년 1월 ~ 2007년 3월 : 중앙일보 탐사기획 에디터
- 2007년 3월 ~ 2008년 12월 : 중앙선데이 사회 에디터
- 2008년 12월 ~ 2010년 1월 : 중앙일보 사회 에디터
- 2010년 1월 ~ 2011년 1월 : 중앙일보 방송본부 보도부문담당
- 2012년 11월 ~ 2015년 4월 : 중앙일보 논설위원실 논설위원

### JTBC
- 2011년 ~ 2012년 : JTBC 초대 보도국장
- 2015년 4월 ~ 2020년 5월 : JTBC 탐사기획국 국장
- 2018년 7월 ~ 2020년 12월 : JTBC 남북교류추진단 단장
- 2020년 5월 ~ 2020년 12월 : JTBC 탐사팩추얼본부장 · 대PD
- 2020년 12월 ~ 2021년 9월 : JTBC 보도총괄
- 2021년 9월 ~ 2022년 8월 : JTBC 대표이사 · 전무
- 2022년 8월 ~ 2023년 11월 : JTBC 고문

## 방송 활동
- 《시청자 의회》(JTBC, 2015년)
- 《스페셜 탐사 스포트라이트》(JTBC, 2015년 ~ 현재)

## 저서
- 《눈으로 희망을 쓰다: 루게릭과 맞서 싸운 기적의 거인 박승일의 희망일기》(웅진지식하우스, 2009년) ※박승일, 이규연 공저 ISBN 9788901101675
- 《이규연의 미래탐사》(글로아트, 2016년) ISBN 9791195722518
- 《가습기 살균제 리포트: 위험사회 한국, 지금 내 가족은 안전한가, JTBC 이규연의 스포트라이트》(중앙북스, 2016년) ISBN 9788927807957